# Ichodenah de Bassora
Ichodenah de Bassora (en syriaque Išo'dnaḥ) est un religieux assyrien chrétien de l'Église d'Orient, écrivain de langue syriaque, qui a vécu au IXe siècle et a exercé la fonction de métropolite de Bassora (en syriaque Perat d'Maisan).

## Œuvre
On conserve de lui un ouvrage intitulé le Livre de la chasteté, qui est un recueil de 140 brèves notices biographiques sur « tous les Pères qui ont fondé des couvents dans le royaume des Perses et des Arabes », ainsi que des auteurs qui ont écrit sur la vie monastique, source très précieuse pour l'histoire de l'Église d'Orient depuis le IVe siècle (la première notice porte sur Mar Awgin) jusqu'au début du IXe siècle.
On sait par Élie de Nisibe, et par le Catalogue d'Ébedjésus de Nisibe (v. 128), qu'Ichodenah était également l'auteur d'une Histoire ecclésiastique, mais celle-ci est perdue comme telle. Cependant, des spécialistes modernes soutiennent que la Chronique de Séert serait une traduction arabe lacunaire de cet ouvrage.

## Éditions
- Jean-Baptiste Chabot, « Le livre de la chasteté, composé par Jésusdnah, évêque de Baçra », Mélanges d'archéologie et d'histoire de l'École française de Rome XVI, 1896, p. 225-291, syriaque et français, texte syriaque en pagination séparée.
- Paul Bedjan, Liber superiorum seu Historia monastica auctore Thoma, episcopo Margensi, Leipzig et Paris, 1901, réimpr. Gorgias Press, 2010 (Livre de la chasteté à la suite du Livre des gouverneurs de Thomas de Marga)[2].